# Ataque a H3
El ataque a H3 fue un ataque sorpresa por parte de Irán durante la guerra entre Irán e Irak el 4 de abril de 1981, en contra de la Fuerza Aérea de Irak.

## La operación

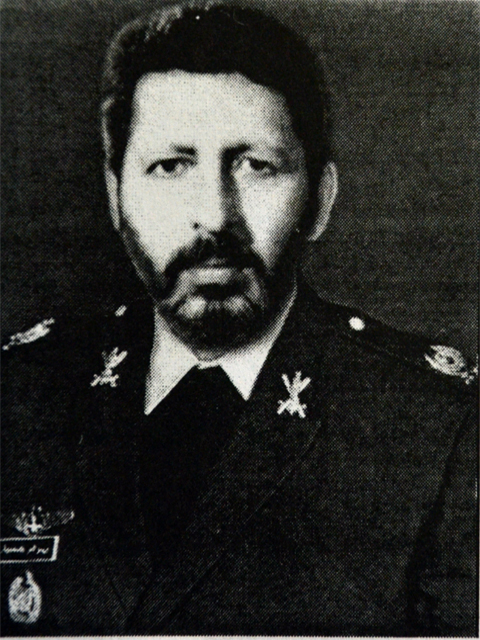
General Bahram Hooshyar, diseñador del ataque

En uno de los intentos de Sadam Huseín para una exitosa ofensiva contra Irán en el frente norte entre el 12 y el 22 de marzo de 1981, Irak disparó dos cohetes 9K52 Luna-M de superficie-a-superficie contra las ciudades iraníes de Dezful y Ahwaz.
Pocos días después de este ataque los comandantes iraníes de las alas de combate táctico 31.ª y 32.ª de la Base Aérea Táctica Shahrokhi (TAB 3, cerca de Hamadán) planearon un contrataque. Según la inteligencia iraní, la Fuerza Aérea iraquí eliminó la mayor parte de sus activos valiosos en su base aérea de Al-Walid en la carretera Bagdad-Amán cerca de la frontera jordana, parte del complejo H-3. Había por lo menos dos escuadrones equipados con diez Tu-22B y por lo menos seis Tu-16 bombarderos pesados, así como otras dos unidades con MiG-23BN y Su-20 que fueron escondidos, probablemente fuera del alcance de la fuerza aérea iraní. Para la operación contra Al-Walid las 31.ª y 32.ª alas de combate táctico emplearían equipos F-4E Phantom, cuatro F-14A Tomcat, un Boeing 747 como puesto de mando aerotransportado y tres aviones cisterna Boeing 707. Irán señaló que los interceptores de las defensas aéreas iraquíes no eran por lo general muy activos, especialmente en el norte de Irak, por lo que se elaboró un plan para acercarse a esos sitios. Aparte de los interceptores iraquíes los pilotos iraníes tuvieron que ser cuidadosos para evitar los misiles antiaéreos SAM con el fin de alcanzar su objetivo. Al-Walid estaba a casi 700 kilómetros de Hamadán y los Phantoms tuvieron que sobrevolar Bagdad, la capital iraquí.
Para aumentar sus posibilidades de éxito los comandantes iraníes decidieron desplegar sus aviones a Tabriz (TAB 2), y luego desde allí tendrían una ruta "limpia" que pasaba por Mosul y Kirkuk hacia H3. Dado que los Phantoms no podían llegar a su destino sin reabastecimiento de combustible en el aire, dos aviones Boeing 707-3J9C tuvieron que ser enviados a Turquía con el fin de ayudar a la operación mediante el cumplimiento de los atacantes en alguna parte en el norte de Irak.
La operación comenzó en las primeras horas del 4 de abril de 1981. Una formación de ocho F-4E, acompañado por dos reservas aéreas iniciaron su viaje desde Tabriz (TAB 2) y entraron en Irak. Dos pares de F-14 Tomcat volaron a baja altitud sobre la frontera en espera de su regreso. Algún tiempo antes dos Boeing 707 partieron del Aeropuerto Internacional de Estambul, en Turquía (oficialmente con el fin de regresar a Irán) y clandestinamente se desviaron de la ruta comercial internacional con el fin de volar a Irak. Volando a muy baja altura entre las montañas del noroeste de Irak los dos aviones cumplen su misión de abastecer a la formación Phantom, antes de escapar sin un incidente hacia Tabriz. Luego los F-4 se dirigieron hacia el complejo iraquí H-3. 
Los Phantoms dividieron su formación en dos secciones procedentes de varias direcciones diferentes y atacaron diferentes partes del complejo. Primero bombardearon las dos pistas en Al-Walid con el fin de bloquear el despegue de los pilotos iraquíes. Además, las bombas se utilizaron para destruir varios hangares. Mientras tanto, las bombas de racimo del segundo grupo de Phantoms destruyeron tres hangares grandes, dos radares y cinco estaciones de bombarderos. Posteriormente otros aviones aparcados fueron ametrallados. El fuego iraquí aún no había reaccionado por completo, su fuego antiaéreo era débil, y los Phantoms tuvieron tiempo suficiente para hacer ataques múltiples. Irán afirmó que 48 aviones iraquíes fueron destruidos o gravemente dañados al final del ataque.
Después del ataque la formación iraní volvió hacia sus propias bases. Ninguno de los aviones iraníes F-4E fue dañado durante el ataque a Al-Walid y aunque muchos interceptores iraquíes despegaron hacia ellos, nadie podía ponerse atacar a los  Phantoms. El ataque iraní contra Al-Wallid es la operación más exitosa iraní contra cualquier base aérea desde 1967. Ocho aviones fueron responsables de la destrucción de un gran número de aviones enemigos en tierra en una misión. El comando de defensa aérea iraquí afirmó más tarde que interceptores de Siria estaban ayudando a los iraníes durante el ataque, y su radar siguió a los Phantoms por unos 67 minutos.

## Situaciones

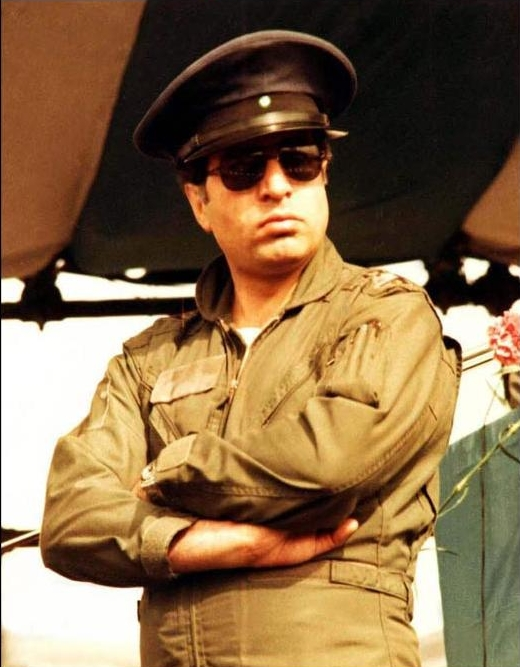
Mayor General Javad Fakoori, ministro de Defensa

### Internacional
Esta misión se llevó a cabo a pesar del apoyo a Irak por los países vecinos (incluyendo Turquía, Jordania, Kuwait, Arabia Saudita y los emiratos del Golfo Pérsico), junto con el apoyo al régimen de Sadam Huseín por Estados Unidos, Reino Unido, Francia, la Unión Soviética y China.

### Interna
Inmediatamente después de la Revolución Islámica en Irán en 1979 los grupos de laicos extremistas como marxistas, sectarios, religiosos y monárquicos surgieron. Algunos de ellos eran activos políticamente y otros estaban cometiendo crímenes contra la población civil para presionar a los líderes de la revolución a recibir más poder y participación en el nuevo sistema de la república establecida. Estos grupos, como Forghan, la Organización de los muyahidines del pueblo iraní también conocida como MEK, OMPI y MKO, Organización de Guerrillas FEDAI del pueblo iraní, jefes militares corruptos afiliados al antiguo régimen del Shah, Komala y más.
Estos grupos terroristas fueron activos en el intento de asesinar a los políticos pro-revolución y personas inocentes que iban a las mezquitas para orar junto con los líderes políticos, bombardear las oficinas de los partidos políticos, bombardeando y matando a los ministros, el presidente Mohammad Alí Rayaí y querer asesinar al actual líder supremo ayatolá Alí Jamenei. El número total de víctimas documentadas de estos ataques terroristas alcanzaron unos 17.000.

### La guerra
La guerra fue más difícil para Irán debido a que el país sufrió de severas sanciones económicas y militares impuestas por el Consejo de Seguridad de las Naciones Unidas (CSNU) después de la Revolución iraní, mientras que Irak era capaz de comprar armas libremente.